# ابی لینکلن
ابی لینکلن (انگلیسی: Abbey Lincoln؛ زاده ۶ اوت ۱۹۳۰ درگذشته ۱۴ اوت ۲۰۱۰) خواننده موسیقی جاز، ترانه‌نویس، بازیگر و کنشگر حقوق سیاسی و مدنی آمریکایی بود. ابی لینکلن با نخستین آلبومش رابطه؛ داستان دختری عاشق که در سال ۱۹۵۶ منتشر شد، بلافاصله به شهرت رسید.

ابی لینکلن در سال ۱۹۶۲ با مکس روچ نوازنده سازهای کوبه‌ای ازدواج کرد. این دو در سال ۱۹۷۰ از یکدیگر جدا شدند.
از فیلم‌هایی که وی در آن نقش داشته است می‌توان به هیچ‌چیز مگر یک مرد اشاره کرد. لینکلن در سال ۱۹۹۰ پس از سالها، در فیلمی به کارگردانی اسپایک لی بازی کرد. لینکلن در سال ۲۰۰۳ برنده جایزه پشتوانه ملی هنرهای آمریکا شد.
از فیلم‌های معروف او می‌توان به بازی در فیلم بهترین بلوز اشاره کرد.